# Ingelheim-West
Ingelheim-West ist ein Stadtteil der Stadt Ingelheim am Rhein im Landkreis Mainz-Bingen.
Der Ort, der nie eigenständig war, entstand in den 1960ern durch den Bau mehrerer Siedlungen auf Gemarkungsgebiet von Nieder-Ingelheim.

## Geografie
Der Stadtteil liegt am nördlichen Anstieg des Westerbergs. Im Osten befindet sich das Werksgelände des Unternehmens Boehringer Ingelheim, es stellt auch gleichzeitig die Grenze zu Nieder-Ingelheim dar. Von hier aus dehnt sich das Gebiet westlich zum Stadtteil Sporkenheim und zur Nachbarstadt Gau-Algesheim aus. Vom Fuße des Westerbergs dehnt sich das Gebiet des Stadtteils nördlich bis an die A 60 aus und grenzt hier an Frei-Weinheim. Südwestlich grenzt Ingelheim-West an Ober-Ingelheim.
Der Boden in Ingelheim-West ist sehr sandig, was der geringen Humus- und Lössauflage der mageren Böden, die durch gewaltige Staubstürme in der Eiszeit entstanden, geschuldet ist. Östlich der Rheinstraße sind noch Reste des einst geschlossenen Kiefernwaldes erhalten.

## Geschichte
Der Stadtteil, der sich Mitte des 20. Jahrhunderts auf der Gemarkung Nieder-Ingelheims aus der sogenannten Neubausiedlung Dietrich-Bonhoeffer entwickelt hat, ist der jüngste Stadtteil der Stadt Ingelheim. Diese Siedlung wurde 1963 auf dem ehemaligen Gelände der Chemischen Fabrik Rhenania errichtet. In einer weiteren Siedlung namens In den 100 Morgen wurde für Zuwanderer bäuerlicher Herkunft aus den verlorenen Ostgebieten mit Hilfe von Staatszuschüssen eine große Zahl von Eigenheimen als landwirtschaftliche Nebenerwerbsstellen südlich der Bingerstraße in der Nähe des roten Türmchens errichtet. Bis auf die wenigen Bürgerhäuser an der Rheinstraße besteht keine historische Bausubstanz in diesem Stadtteil, da die meisten Gebäude in den 1960er-Jahren entstanden sind.

## Kultur und Sehenswürdigkeiten

### Bauwerke

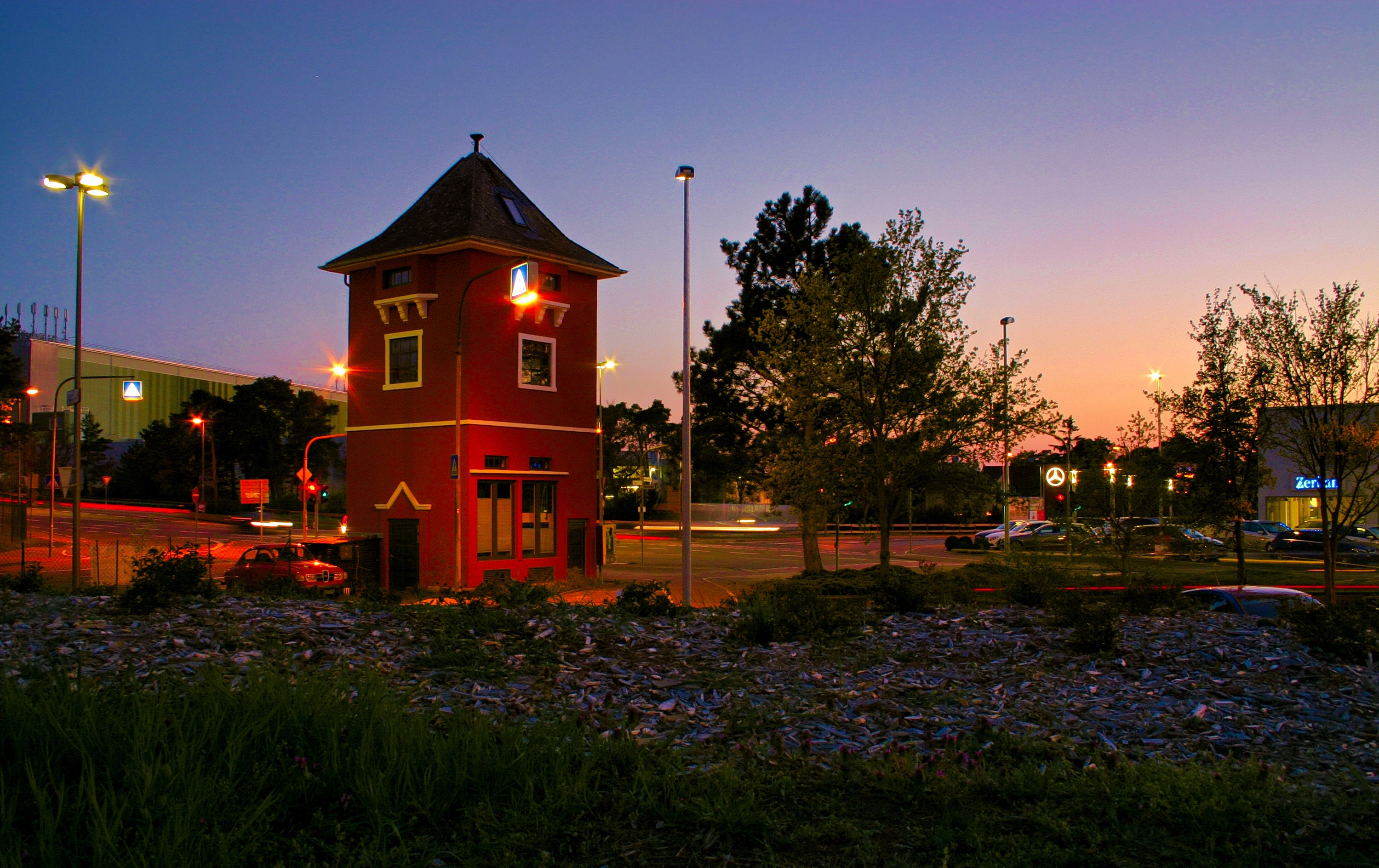
Rotes Türmchen in Ingelheim-West

Das Rote Türmchen ist ein markanter Bau an der Kreuzung Binger Straße/Rheinstraße in rotem Putz. Dabei handelt es sich um eine ehemalige Trafostation der Rheinhessischen Energie- und Wasserversorgung. Bei den Boehringer-Heimstätten handelt es sich um Gebäude, die für Angestellte des Unternehmens ab 1907 entlang der oberen Rheinstraße gebaut wurden. Die evangelische Versöhnungskirche wurde 1964 als erste Kirche des Stadtteils eingeweiht. Am 29. November 1981 folgte die Weihe der katholischen Kirche St. Paulus durch Hermann Kardinal Volk.

## Wirtschaft und Infrastruktur

### Verkehr
Durch Ingelheim-West führt aus Richtung Bingen am Rhein die L 419, die am Anfang des 19. Jahrhunderts als Route de Charlemagne angelegt wurde, und kreuzt am roten Türmchen mit der L 420, sie führt südlich in die Innenstadt von Ingelheim und nördlich nach Frei-Weinheim. Westlich des Stadtteils liegt die Bundesstraße 41, die bei der Autobahnanschlussstelle Ingelheim-West der A 60 endet. Durch den Nahverkehr ist man mit dem Stadtbusnetz mit der Linie 611 nach Frei-Weinheim und dem Ingelheimer Bahnhof verbunden. Außerstädtisch gelangt man mit der Regiolinie 643 nach Gau-Algesheim, Ober-Hilbersheim und Engelstadt.

### Öffentliche Einrichtungen
In diesem Stadtteil befindet sich das Mehr-Generationen-Haus der Stadt Ingelheim am Rhein mit einem Jugendcafé und einer Kinderkrippe. Im Obergeschoss des Hauses sind verschiedene Beratungsangebote vorhanden, so zum Beispiel die der Caritas, des Diakonischen Werks und der Hospizgruppe.